# Пусанский национальный центр кугака
Пусанский национальный центр кугака (кор. 국립부산국악원 Куннип Пусан кугагвон) — образцовое музыкальное учреждение, основанное с целью сохранения и передачи потомкам наследия: кугак (корейской традиционной музыки и танцев), и популяризации их среди иностранцев в городе-метрополии Пусан, Республика Корея. Открытый в 2008 году в Пусане, Пусанский национальный центр кугака был основан с целью сохранения и популяризации традиционной культуры, характерной для юго-восточной части Кореи. Благодаря привлекательности самобытных местных искусств и статусу Пусана, города международного значения, центр принимает активное участие в проектах по международному обмену и стремится занять позицию лидирующего центра народной музыки в азиатско-тихоокеанском регионе.